# Hooked on Classics
Hooked on Classics è un album discografico di Louis Clark e della Royal Philharmonic Orchestra, pubblicato nel 1981 dalla K-tel.

## Il disco
In questo album Louis Clark dirige la Royal Philharmonic Orchestra, che suona una raccolta di estratti da noti brani di musica classica, suonati sopra a un battito continuo di batteria.
Il genere dell'album è stato definito come un crossover tra la musica classica e il cosiddetto easy listening.
Il primo brano dell'album raggiunse il 15 agosto 1981 la posizione #2 nella Official Singles Chart, mantenendo la posizione anche la settimana seguente.
Di seguito sono elencati, per ogni brano del disco, i pezzi classici utilizzati.

### Hooked on Classics Parts 1 & 2
- Concerto per pianoforte e orchestra n. 1 (Pëtr Il'ič Čajkovskij)
- Il volo del calabrone (Nikolaj Andreevič Rimskij-Korsakov)
- Sinfonia n. 40 (Wolfgang Amadeus Mozart)
- Rapsodia in blu (George Gershwin)
- Suite Karelia (Jean Sibelius)
- Sinfonia n. 5 (Ludwig van Beethoven)
- Toccata e fuga in Re minore (Johann Sebastian Bach)
- Eine kleine Nachtmusik - 1° movimento (Wolfgang Amadeus Mozart)
- Sinfonia n. 9 (Ludwig van Beethoven)
- Ouverture dal Guglielmo Tell (Gioachino Rossini)
- Arietta Voi che sapete che cosa è amor da Le nozze di Figaro (Wolfgang Amadeus Mozart)
- Romeo e Giulietta (Pëtr Il'ič Čajkovskij)
- Prince of Denmark's March (Jeremiah Clarke)
- Coro Hallelujah! dal Messiah (Georg Friedrich Händel)
- Concerto per pianoforte e orchestra (Edvard Grieg)
- Preludio dalla Carmen (Georges Bizet)
- Ouverture 1812 (Pëtr Il'ič Čajkovskij)

### Hooked on Romance
- Aria sulla quarta corda dalla Suite per orchestra n. 3 (Johann Sebastian Bach)
- Ave Maria (Franz Schubert)
- Sogno d'amore (Franz Liszt)
- Sinfonia n. 9 - 3° movimento (Ludwig van Beethoven)
- Variazione XVIII Andante cantabile dalla Rapsodia su un tema di Paganini (Sergej Vasil'evič Rachmaninov)
- Sonata per pianoforte n. 14 Chiaro di luna - 1° movimento (Ludwig van Beethoven)
- Sonata per pianoforte n. 8 Patetica - 2° movimento (Ludwig van Beethoven)
- Concerto per clarinetto e orchestra - 2° movimento (Wolfgang Amadeus Mozart)
- Aria Ombra mai fu dal Serse (Georg Friedrich Händel)

### Hooked on Classics Part 3
- Marcia nuziale da Sogno di una notte di mezza estate (Felix Mendelssohn)
- Marcia di Radetzky (Johann Strauss senior)
- Toccata dalla Sinfonia per organo n. 5 (Charles-Marie Widor)
- Alla Hornpipe dalla Suite in Re maggiore, Musica sull'acqua (Georg Friedrich Händel)
- Humoresque n. 7 (Antonín Dvořák)
- Ninna nanna (Johannes Brahms)
- Sinfonia Arrivo della Regina di Saba dal Salomone (Georg Friedrich Händel)
- Promenade da Quadri da un'esposizione (Modest Petrovič Musorgskij)
- Nell'antro del re della montagna dal Peer Gynt (Edvard Grieg)
- Capriccio n. 21 (Niccolò Paganini)
- Cavalcata delle Valchirie da La Valchiria (Richard Wagner)
- Ouverture Le Ebridi (Felix Mendelssohn)
- Marcia militare n. 1 (Franz Schubert)
- Polacca in La maggiore Militare (Fryderyk Chopin)
- Sinfonia n. 4 - 1° movimento (Felix Mendelssohn)
- Ouverture dalla Cavalleria leggera (Franz von Suppé)
- Farandole dalla Suite L'Arlésienne n. 2 (Georges Bizet)
- Largo dalla Sinfonia n. 9 (Antonín Dvořák)
- Preludio (Terzo atto) dal Lohengrin (Richard Wagner)

### Hooked on Bach
- Ave Maria (Johann Sebastian Bach/Charles Gounod)
- Minuetto in Sol maggiore dal Piccolo libro di Anna Magdalena Bach (Christian Petzold)
- Badinerie dalla Suite per orchestra n. 2 (Johann Sebastian Bach)
- Concerto brandeburghese n. 3 - 1° movimento (Johann Sebastian Bach)
- Concerto brandeburghese n. 2 - 1° movimento (Johann Sebastian Bach)
- Corale Erkenne mich, mein Hüter dalla Passione secondo Matteo (Johann Sebastian Bach)
- Bourrée II dalla Suite per orchestra n. 2 (Johann Sebastian Bach)
- Bourrée I dalla Suite per orchestra n. 2 (Johann Sebastian Bach)
- Gavotta I dalla Suite per orchestra n. 3 (Johann Sebastian Bach)
- Musetta dal Piccolo libro di Anna Magdalena Bach (Johann Sebastian Bach)
- Marcia in Re maggiore dal Piccolo libro di Anna Magdalena Bach (Carl Philipp Emanuel Bach)
- Gavotta dalla Suite francese n. 5 (Johann Sebastian Bach)
- Preludio corale Wachet auf, ruft uns die Stimme (Johann Sebastian Bach)
- Ave Maria (Johann Sebastian Bach/Charles Gounod)

### Hooked on Tchaikovsky
- Introduzione dal Capriccio italiano (Pëtr Il'ič Čajkovskij)
- Il lago dei cigni (Pëtr Il'ič Čajkovskij)
- Danza dei flauti da Lo schiaccianoci (Pëtr Il'ič Čajkovskij)
- Romeo e Giulietta (Pëtr Il'ič Čajkovskij)
- Tema dalla Sinfonia n. 6 - 1° movimento (Pëtr Il'ič Čajkovskij)
- Trepak (Danza russa) da Lo schiaccianoci (Pëtr Il'ič Čajkovskij)
- Danza della Fata Confetto da Lo schiaccianoci (Pëtr Il'ič Čajkovskij)
- Marcia da Lo schiaccianoci (Pëtr Il'ič Čajkovskij)
- Il tè (Danza cinese) da Lo schiaccianoci (Pëtr Il'ič Čajkovskij)
- Ouverture miniature da Lo schiaccianoci (Pëtr Il'ič Čajkovskij)
- Tema dal Concerto per pianoforte e orchestra n. 1 (Pëtr Il'ič Čajkovskij)
- Finale dal Capriccio italiano (Pëtr Il'ič Čajkovskij)

### Hooked on a Song
- Aria Votre toast, je peux vous le rendre dalla Carmen (Georges Bizet)
- Funiculì funiculà (Luigi Denza)
- La Danza (Gioachino Rossini)
- Danze polovesiane (Aleksandr Porfir'evič Borodin)
- Danza delle ore da La Gioconda (Amilcare Ponchielli)
- Habanera L'amour est un oiseau rebelle dalla Carmen (Georges Bizet)
- 'O sole mio (Eduardo Di Capua)
- Aria Un bel dì vedremo da Madama Butterfly (Giacomo Puccini)
- Coro di zingari Vedi! le fosche notturne spoglie da Il trovatore (Giuseppe Verdi)
- Aria Votre toast, je peux vous le rendre dalla Carmen (Georges Bizet)

### Hooked on Mozart
- Rondò alla turca dalla Sonata per pianoforte n. 11 (Wolfgang Amadeus Mozart)
- Allegro dalla Sonata per pianoforte n. 15 (Wolfgang Amadeus Mozart)
- Eine kleine Nachtmusik - 2° movimento (Wolfgang Amadeus Mozart)
- Concerto per pianoforte e orchestra n. 21 - 2° movimento (Wolfgang Amadeus Mozart)
- Allegro dalla Sonata per pianoforte n. 15 (Wolfgang Amadeus Mozart)
- Uno scherzo musicale (Wolfgang Amadeus Mozart)
- Aria Non più andrai da Le nozze di Figaro (Wolfgang Amadeus Mozart)
- Ouverture da Le nozze di Figaro (Wolfgang Amadeus Mozart)
- Eine kleine Nachtmusik - 4° movimento (Wolfgang Amadeus Mozart)
- Ouverture da Il flauto magico (Wolfgang Amadeus Mozart)
- Concerto per corno e orchestra n. 4 (Wolfgang Amadeus Mozart)
- Sinfonia n. 41 Jupiter - 1° movimento (Wolfgang Amadeus Mozart)

### Hooked on Mendelssohn
- Concerto per violino e orchestra op. 64 - 3° movimento (Felix Mendelssohn)
- Scherzo dall'Ottetto per archi (Felix Mendelssohn)
- Concerto per violino e orchestra op. 64 - 3° movimento (Felix Mendelssohn)

### Hooked on a Can Can
- Galop infernal dall'Orfeo all'inferno (Jacques Offenbach)
- Unter Donner und Blitz (Johann Strauss iunior)
- Danza ungherese n. 5 (Johannes Brahms)
- Tritsch-Tratsch-Polka (Johann Strauss iunior)
- La vie parisienne (Jacques Offenbach)
- Danza delle ore da La Gioconda (Amilcare Ponchielli)
- Csárdás (Vittorio Monti)
- La vie parisienne (Jacques Offenbach)
- Ouverture da Poeta e contadino (Franz von Suppé)
- Galop infernal dall'Orfeo all'inferno (Jacques Offenbach)

## Tracce
Lato A
1. Hooked on Classics Parts 1 & 2 – 5:05
2. Hooked on Romance – 6:41
3. Hooked on Classics Part 3 – 6:01
4. Hooked on Bach – 5:59

Durata totale: 23:46
Lato B
1. Hooked on Tchaikovsky – 5:28
2. Hooked on a Song – 5:11
3. Hooked on Mozart – 4:08
4. Hooked on Mendelssohn – 4:24
5. Hooked on a Can Can – 4:56

Durata totale: 24:07